# Наступ на північному заході Сирії (грудень 2019 — березень 2020)
Наступ на північному заході Сирії — військова операція, розпочата сирійським урядом та його союзниками (РФ та Іран) проти повстанських сил в Ідлібі та навколишніх провінціях під час війни в Сирії. Активний наступ розпочався 19 грудня 2019 року, сирійські військові захопили понад 30 сіл та селищ до кінця грудня 2019 року. На першому етапі наступу близько 92 000 мирних жителів були вимушено переселені через бої в Ідліб та Хаму.
5 березня 2020 року відбулася зустріч президента Туреччини Реджепа Таїпа Ердогана з президентом Росії Володимиром Путіним. Вони домовилися про режим припинення вогню з 6 березня та створення коридору на 6 кілометрів по трасі М4 (сполучення Латакія — Алеппо).
У зв'язку з припиненням вогню, 15 березня почалися спільні турецько-російські патрулі по шосе.

## Передумови
За декілька місяців до наступу, на початку року сирійський уряд розпочав наступ, керуючи захопленням частин провінції Хама та південних частин провінції Ідліб, що були під контролем опозиції після місяців боїв, що тривали з квітня по серпень 2019 року.
22 жовтня 2019 року в Сочі підписаний Меморандум про взаєморозуміння між Туреччиною та Росією (Сочинські угоди), щодо півночі Сирії.

## Перебіг подій

### Грудень 2019
З 24 листопада до 26 грудня тривали постійні бої, включно з активним використанням ракетних установок та авіації.

Російсько-сирійські війська незначно просунулись вглиб території, що була підконтрольна протурецьким повстанцям.
26 грудня просування по землі значною мірою зупинилося, і обидві сторони почали обстрілювати позиції один одного навколо Маарату аль-Нуамана, про жертви повідомляли обидві сторони. Провладні сили ініціювали обстріли по містах Бернан, Фарван, Барісса та Халбан. Наступні дні обидві сторони повідомили, що вони призупинили свої дії в Ідлібі через погані погодні умови. Обидві сторони підкріпили свої позиції.

### Припинення вогню
За словами російського генерал-майора, з турецькою стороною було узгоджено припинення вогню. Припинення вогню було введено в зоні деескалації Ідлібу, починаючи з 9 січня 2020 року. Туреччина направила делегацію до Москви для встановлення нового припинення вогню в регіоні. Міністерство оборони Туреччини оголосило, що припинення вогню набере чинності з 12 січня. Вони заявили, що напади сушею та повітрям припиняться опівночі. Припинення вогню зупинило потік біженців з Ідлібу, проте дозволило доставляти гуманітарну допомогу в регіон.

### Після припинення вогню

#### Січень

##### 15 січня
Після того, як посередницьке припинення вогню вступило в дію, сирійська армія та її союзники відновили наступальні дії на півдні Ідлібу у відповідь на нещодавню серію порушень режиму припинення вогню Хайат Тахрір аш-Шаму та іншими бойовими групами.

##### 16 січня
Сирійська армія захопила три міста на південному сході Ідлібу після того, як вранці війська штурмували міста Талхатра, Абу Джурайф та Хірбат Дауд. Три міста стали безпечним після кількагодинних сутичок, в яких загинули 22 бойовики, в тому числі 16 джихадистів, повідомляє СОПЛ.

##### 22 січня
Міністерство оборони Росії заявило, що ввечері відбулося велике зіткнення сил між Ісламською партією Туркестану (20 автомобілів, танків та дві бронемашини) та сирійськими урядовими силами.

### Наступ на західне Алеппо та Ідліб

#### Січень
Після короткого затишшя, припинення вогню між Росією та Туреччиною не вдалося реалізувати, Сирійська арабська армія 24 січня відновила свій активний наземний наступ на Маарат-аль-Нуман, за підтримки масштабних російських авіаударів.

##### 26 січня
Підтримувана РФ та Іраном сирійська армія перейшла в наступ на трьох напрямках. Зі сходу та північного сходу Ідлібу в напрямку міста Маарат аль-Нуман та на заході міста Алеппо.
Найбільшого прогресу військам Асада вдалося досягти на сході Ідлібу, де вони після масових обстрілів вийшли на рубіж за 2 км від Маарат-аль-Нуману, захопивши декілька сіл на схід від міста. На кінець дня їм вдалося перерізати трасу М5, сполучення Маарат-аль-Нуман — Саракіб з півночі. Відхід сил опозиції відбувся після майже 7 годин безперервного бою.

##### 29 січня
Сирійська армія захопила Маарат-аль-Нуман. Близько полудня урядові війська увійшли в Маарат-аль-Нуман одночасно з південного, східного і північно-східного напрямів. Ще напередодні були чутки про те, що велика частина бойовиків вже залишила місто. Формування, що залишилися чинили запеклий спротив опір в центральній, на західній і південно-західній околицях.

##### 30 січня
Опозиційні активісти повідомили про 10 мирних жителів, загиблих внаслідок російських авіаударів по місту Аріха. Сирійська армія продовжила свій наступ вздовж траси М5 і знаходиться за 2 км від Саракібу. Саме місто вже другу добу знаходиться під масованими обстрілами та ударами.

#### Лютий

##### 1 лютого
Турецькі військові встановили 3 спостережні пункти навколо міста Саракіб.

##### 2 лютого
Постійні контратаки повстанців наносять суттєві втрати силам режиму (за останні 72 години більше 200).

##### 3 лютого
Сирійська артилерія почала обстріл турецьких позицій в Саракібі. Внаслідок обстрілів турецька сторона втратила 4 військових загиблими та ще 9 поранених.
Повстанці відбили населений пункт Зітан, що на південний захід від Алеппо. Під час атаки бійці ХТШ взяли повний контроль над селом.
Президент Туреччини Реджеп Ердоган приїхав в Україну з офіційним візитом. Він зустрівся з Володимиром Зеленським. У ході зустрічі лідери підписали низку спільних угод та обговорили двосторонні відносини і спільні виклики, що стоять перед двома державами. Обидві країни зацікавлені у посиленні співпраці в оборонній сфері.

##### 4 лютого
Незважаючи на спротив опозиції, урядовим військам вдається просуватися вперед. Навколо Саракібу, де турецькі військові розмістили 4 блокпости, війська Асада обійшли з заходу саме місто і намагаються його атакувати з цього боку. Просування обабіч Саракібу, дало можливість асадитам різко вийти на трасу М4 та перекрити її. Тим самим створивши реальну загрозу для столиці провінції міста Ідліб.

##### 5 лютого
5 лютого сирійська армія захопила місто Ресафа та кілька навколишніх сіл, ізолювавши форпост повстанців Саракіб з трьох напрямків. Того ж дня сирійська армія просунулася на схід і на північ від Саракіба, фактично захопивши опозиційних бойовиків в кільце.

### Взяття під контроль траси М5

#### Лютий

##### 6 лютого
Проурядові війська захопили район Дюваїр, відрізавши шосе М5 на північ від Саракіба, залишивши єдину дорогу через Сармін.  Згодом цього дня сирійська армія на чолі з Силами Тигра захопила міста Афс і Сармін, таким чином повністю оточивши Саракіб, в якому знаходяться турецькі війська та опозиційні повстанці, а також 4 новостворені турецькі спостережні пункти.
Сирійські урядові сили зіткнулися з повстанцями та зазнали ударів з боку турецьких артилерійських загонів, коли вони намагалися захопити місто Саракіб. За інформацією «Сирійського центру моніторингу за дотриманням прав людини», загони сирійської опозиції і повстанці відступили після інтенсивного повітряного бомбардування і обстрілу Саракіба.

##### 10 лютого
Туреччина розпочала військову компанію проти військ Асада. Вдень 5 турецьких військових загинули під час артилерійського обстрілу сирійськими силами на півдні Ідлібу.

##### 11 лютого
Уночі мешканці почали масово покидати аль-Атаріб, який підпав під масоване бомбардуванням з повітря, артилерійським і ракетним обстрілам з боку російських військ та асадитів.
Президент Ердоган провів зустріч з питань безпеки, після якої було зроблено заяву. У заяві для преси говориться, що Туреччина помститься за загиблих військових, а також про те, що ніякі атаки не зможуть змусити Туреччину відмовитися від присутності в Ідлібі для запобігання військового конфлікту, забезпечення безпеки кордонів, запобігання нової хвилі міграції і людській трагедії.

Хронологія наступу до 19 лютого

Опозиційні сили збили вертоліт сирійських урядових військ. Пілот загинув у катастрофі.

##### 12 лютого
Президенти Росії та Туреччини Володимир Путін та Реджеп Таїп Ердоган провели телефонну розмову, в якій обговорили загострення ситуації в Ідлібі.
Асадити просунулися на північний-захід від траси М5 та заволоділи населеними пунктами Шейх Алі та Арназ.

##### 14 лютого
Ізраїльські літаки атакували цілі в Сирії. 5 ракет вразили склади зі зброєю біля Міжнародного аеропорту Дамаска. Також обстрілу піддалися позиції 1 дивізії в Аль-Кісви.
Міністерство оборони Туреччини заявило про нейтралізацію 63 солдат сирійської армії за вчора.

##### 15 лютого
Війська режиму висунулись в потужних атаках в напрямках Кфар Таал а з ранку на Шейх Акіл. В наступі на Шейх Акіл беруть участь бойовики YPG. Противник намагається охопити захисників околиць Алеппо в новий «котел».
5 європейських країн — Франція, Німеччина, Польща, Естонія та Бельгія закликають до проведення екстреного засідання Ради Безпеки для обговорення подій в Ідлібі. Канада засудила напади режиму в Ідлібі та закликає «припинити насильство». Франція та Німеччина закликали Росію піти на переговори, щоб припинити кровопролиття в регіоні. Також, Макрон закликав до стратегічного діалогу з Росією щодо «неприйнятної» ситуації в Ідлібі.
Турецька армія продовжує стратегічне розгортання. 15 лютого створені ще 4 опорних пункти. Таким чином кількість опорних точок турків збільшилась до 30. 12 з них находяться в облозі військ противника.

##### 17 лютого
Перший раунд переговорів між Росією та Туреччиною в Москві закінчилися безрезультатно.
Спеціальний посол США в Сирії Джеймс Джеффрі заявив, що США разом зі своїм союзником по НАТО Туреччиною вирішують питання про кризу в Ідлібі. І підтримують цілі з відновлення початкових меж Сочинської угоди про створення зони припинення вогню".

##### 18 лютого
Тяжкі авіаудари та артилерійські обстріли в провінції Ідліб після невдалих переговорів між турецькими та російськими чиновниками в Москві продовжилися. Під вогонь потрапили міста півного заходу Алеппо — Дарат Ізза, Ад Дана, Турманін, аль-Атаріб, Ас Сахара та інші.

##### 20 лютого
Збройні сили Туреччини розпочали наступ. О 12 годині за київським часом протурецькі угруповання сирійських повстанців, турецькі спецпризначенці за підтримки артилерії і танків перейшли у наступ в напрямку н.п. Найроб у східній частині Ідлібу. О 3 годині дня турецькі війська зайняли місто та наприкінці вечора почався наступ в бік Саракібу.

##### 21 лютого
Ердоган заявив про те, що ситуація навколо Ідлібу може бути визнана Туреччиною, як війна.

### Сирійський наступ на гори Джабаль аль-Завія та контрнаступ повстанців на Саракіб

#### Лютий

##### 23 лютого
Турецька артилерія обстріляла колону асадитів під Саракібом. Активність на фронтах за ніч відмічалася в районі Найроба та Саракібу. Турецька артилерія проводила протибатарейну боротьбу та відповідала на ворожі обстріли своїх позицій. Додатково була знищена колона підкріплень сирійської армії, яка наближалася до Саракібу.

##### 24 лютого
Протурецькі сили штурмували Найроб протягом дня та остаточно взяли під контроль о 9 годині вечора.
Удар російського та сирійського Су-24М2 і Су-22М4 ліківідував близько 12 повстанців та був помічений в безпосередній близькості від турецького спостережного пункту в Кансафра.
Російсько-сирійські війська розпочали наступ на південні райони провінції Ідліб (гірський масив Джабаль аль-Завія).

##### 25 лютого
Повстанці закріпилися в Найробі, неодноразово відбивши атаки російсько-сирійських військ. Штурмові групи повстанців після ротації продовжили повільне зближення з противником і перенесення тиску в села поруч ближче до Саракібу. З боєм захоплена електростанція на схід від міста Найроб.
Загальні втрати за ніч у САА склали щонайменше 70 людей.
Турецькі війська значно підвищили активність в районі курдського анклаву в Талль Ріфаті. Артилерія обстрілювала позиції YPG чотири дні поспіль.

##### 26 лютого
До вечора повстанцям вдалось звільнити кілька сіл на захід та північ від Саракібу. О 20.00 повстанці розпочали штурм самого міста.

### Операція «Весняний щит»

##### 27 лютого
Приблизно о 2:00, повстанці дісталися до центру Саракібу і почали його зачистку. До 4:30 місто було повністю звільнене.
Навколо міста Кансафра в Джабалі аль-Завії весь день точилися запеклі бої. Повстанці зупинили відхід та спробували контратакувати. Асадити обходять місця спротиву та вийшли в східну частину долини аль-Габ, і повністю взяли під контроль території на межі адміністративних кордонів провінцій Ідліб та Хама.
Сирійська національна армія продовжила розширювати свій контроль в околицях Саракібу. Одночасно асадити за підтримки російської авіації спробували відновити контроль над містом. Через масовані повітряні атаки турецькі війська і повстанці частково покинули місто, щоб зменшити втрати від бомбардувань. Сама атака була відбита.
Вночі турецька армія зазнала масових жертв під час авіаудару. Щонайменше 22 турецькі солдати були вбиті, заявив турецький губернатор південної провінції Хатай Рахмі Доган, куди прибували турецькі жертви. За даними Сирійських спостерігачів з прав людини, групи з моніторингу війни, кількість турецьких загиблих становила 34.
Президент Туреччини скликав термінове засідання Ради національної безпеки Туреччини. За результатами зборів турецький парламент прийняв остаточне рішення. Турецькі військові завдали ракетних ударів по військових аеродромах Хама та Хмеймім. В Туреччині вночі частково заблокували соцмережі Twitter, Facebook, Instagram та YouTube.
Туреччина відкрила кордон в Європу з морських і сухопутних кордонів для біженців.
На переговорах в Анкарі за участю російської та турецької сторони Туреччина заявила про вимогу відвести сирійські війська за межі, позначені в сочинській угоді.
О 23:00 (київський час) було зібрано Раду безпеки ООН щодо ситуації в Ідлібі. Генсек НАТО Єнс Столтенберг висловив згоду з Туреччиною і заявив, що Росія і Сирія повинні припинити наступ.

##### 28 лютого
Станом на 28 лютого, кількість турецьких втрат збільшилась до щонайменше 33 солдатів.
Ердоган заявив, що відкриває кордон між Туреччиною та ЄС, лише за цей день за його даними, кордон перетнули 18 тисяч біженців. Ці дії Ердоган пояснив тим, що країна не може дозволити собі «годувати таку кількість біженців».

#### Березень

##### 1 березня
1 березня закінчився термін дії ультиматума Ердогана стосовно виведення сирійських військ до межі визначеної Сочинськими угодами.
Туреччина офіційно оголосила операцію «Весняний щит» та задіяла бойову авіацію. Міністр оборони Туреччини повідомив, що від початку операції знищено безпілотник, 8 вертольотів, 103 танки, 72 артилерійські установки, 3 системи ППО, знищено 2.212 військовослужбовців сирійського режиму.
Через відкриття Туреччиною кордону з ЄС, до Європи рушив потік біженців. За словами Ердогана, на 1-2 березня це були сотні тисяч людей.

##### 2 березня
САА за підтримки російських сил відбила Саракіб. Росія заявила, що ввела військову поліцію в місто.
ООН звинуватила Росію у військових злочинах в Сирії. Слідчі дійшли висновку, що російські війська здійснювали «вибіркові атаки» у цивільних районах Ідлібу.

##### 5 березня
Вранці повстанці повідомили про великий російський авіаудар по табору біженців поблизу Маарет Місрену, де загинуло щонайменше 15 осіб.
Вдень Ердоган і Путін зустрілися в Москві для переговорів віч-на-віч. Вони домовилися про припинення вогню. Згідно з досягнутими у Москві домовленостями, режим припинення вогню в Ідлібі набуває чинності з 6 березня. Утім, Анкара залишила за собою право відповідати силою на удари військ Асада.

### Припинення вогню

#### Березень

##### 6 березня
В Джабаль аль-Завії відбулися бої між сирійськими урядовими силами та повстанцями-джихадистами, внаслідок чого загинули дев'ять бійців Ісламської партії Туркестану та шість солдатів.

##### 9 березня
Ердоган на зустрічі з генсеком НАТО Єнсом Столтенбергом попросив НАТО про допомогу для захисту турецького кордону з Сирією.

##### 15 березня
Турецькі та російські військові провели спільне патрулювання траси М4. Воно виконувалося в рамках домовленостей, досягнутих у Москві 5 березня. Спільний патруль почав рух трасою М4 від населеного пункту Трумба (два кілометри на захід від Саракіба).

## Гуманітарні наслідки
Наступ характеризувався безрозбірними повітряними бомбардуваннями та обстрілами цивільних будинків, головним чином або російськими літаками, які вилітають з російської бази в Латакії, або урядовими літаками, що летять з аеродрому Квайрес, що знаходиться за 29 км на схід від Алеппо.
Внаслідок бойових дій близько мільйона біженців розбили табори в Сирії біля кордону з Туреччиною. Після атаки сирійських урядових військ по турецькій армії, яка втратила 33 солдатів, Туреччина вирішила не стримувати потік сирійських біженців до Євросоюзу. Туреччині стало все важче стримувати біженців із Сирії, кількість яких зростала.